# Atanazy Semeniuk
Atanazy Semeniuk, ros. Афанасий Фомич Семенюк, Afanasij Fomicz Siemieniuk (ur. 8 sierpnia?/21 sierpnia 1904 we wsi Dołbizna w obwodzie brzeskim, zm. 22/23 sierpnia 1996 w Warszawie) – rosyjski emigracyjny duchowny prawosławny, pedagog, wykładowca akademicki, działacz religijny.

## Życiorys
W 1927 ukończył prawosławne seminarium duchowne w Krzemieńcu, zaś w 1931 studia teologiczne na Uniwersytecie Warszawskim. W tym samym roku przyjął święcenia diakońskie i następnie kapłańskie. Posługiwał w warszawskim soborze katedralnym św. Marii Magdaleny. Jednocześnie uczył religii. Od 1934 był duchownym w soborze w Równem, gdzie kontynuował pracę pedagogiczną. W 1937 zamieszkał w Grodnie. Był członkiem miejscowego konsystorza. Na początku 1939 powrócił do Warszawy, gdzie objął posługę duchową w cerkwi Męki Pańskiej (dolnej cerkwi soboru św. Marii Magdaleny). Ponadto nauczał w seminarium duchownym. Był też ekonomem domu metropolitalnego. Funkcje te kontynuował podczas okupacji niemieckiej. W 1942 otrzymał godność protoijereja. Na początku 1944 został ponownie duchownym soboru św. Marii Magdaleny. Po zakończeniu wojny objął funkcję proboszcza cerkwi w Żyrardowie. Uczył też religii. Od 1951 był spowiednikiem przebywającego w areszcie domowym w Sosnowcu metropolity Dionizego (Waledyńskiego). W 1960 powrócił do Warszawy, gdzie został kierownikiem internatu seminarium duchownego. Jednocześnie został profesorem liturgii i teologii Chrześcijańskiej Akademii Teologicznej. W 1970 otrzymał prawo noszenia mitry (tytuł protoijereja mitrofornego). Od 1975 był proboszczem soboru św. Marii Magdaleny, jak również protoprezbiterem. W 1986 został archiprezbiterem.